# 질문

질문(質問) 또는 물음은 정보를 요청하는 데 쓰이는 언어학적 표현이거나, 그러한 표현을 스스로 하는 요청을 가리킨다. 이러한 정보는 답변과 함께 제공될 수 있다.
질문은 정보를 요청하는 말이다. 질문은 때때로 질문을 표현하는 데 일반적으로 사용되는 문법 형식인 의문사와 구별된다. 예를 들어, 수사적 질문은 형식상 의문이지만 답변을 기대하지 않기 때문에 진정한 질문으로 간주되지 않을 수 있다.
질문에는 다양한 종류가 있다. 양극성 질문(polar question)의 경우 "예"나 "아니요"로 대답할 수 있는 질문의 예시로 "이것이 양극성 질문입니까?"를 들 수 있다. "이것은 무슨 질문인가요?"와 같은 개방형 질문도 가능하다. 이를 통해 가능한 많은 해결 방법을 허용한다.
질문은 언어학과 언어 철학에서 널리 연구된다. 화용론의 하위 분야에서 질문은 담론에서 해결해야 할 문제를 제기하는 발화 행위로 간주된다. 대체 의미론이나 탐구적 의미론과 같은 형식적 의미론에 대한 접근 방식에서 질문은 의문사의 표시로 간주되며 일반적으로 질문에 답하는 명제들의 집합으로 식별된다.

## 종류
- 예/아니오 질문: "~하였느냐?"식의 질문에는 예, 아니오로 답할 수 있다.
- 의문문을 통한 질문: 이 질문에는 예, 아니오로 답할 수 없다. 예) 날씨가 어떻습니까?
- 부가의문문: "~했다, 그렇지?"식의 질문에는 예, 아니오로 답할 수 있다.

## 같이 보기
- FAQ
- 의심
- 논리
- 물음표